# Multatuli
Multatuli var pseudonym för den nederländske författaren Eduard Douwes Dekker, född 2 mars 1820 i Amsterdam, död 19 februari 1887 i Ingelheim. Författarens pseudonym är latin för "Jag har burit mycket". 

## Biografi
Dekker var tjänsteman i styrelsen på Java från 1839 till 1856, då han tvingades ta avsked på grund av sin opposition mot kolonialregeringen i Nederländska Ostindien. 
Han utgav 1860 romanen Max Havelaar. 
Dekker skrev om sig själv: "Min olycka är att jag är född i Holland, där det bara finns en lag, en tro, en gud: penningen". Hans skrivsätt rör sig i aforismer och har i sin eld och styrka någonting vulkaniskt. Sina mestadels bittra tankar om livet och människorna har han vidare nedlagt i ett antal övervägande satiriska skrifter. 
Dekker levde under sina senare år i frivillig landsflykt i Tyskland. Utan att bilda skola utövade han ett mycket stort inflytande på sina landsmän både beträffande formen och idéinnehållet.

## Utmärkelser
Asteroiden 7172 Multatuli är uppkallad efter honom.

## På svenska
- Max Havelaar (översättning Petrus Hedberg, Silén, 1902)
- Max Havelaar eller Nederländska handelskompaniets kaffeauktioner (översättning Ingrid Wikén Bonde, Atlantis, 1979)